# Flagship-Programm
Das Flagship-Programm der NASA ist eine Klasse von Missionen zur Erforschung des Sonnensystems. Es handelt sich um die größte und teuerste  Missionsklassen des NASA Solar System-Programms. Die anderen sind das günstige Discovery-Programm sowie das New-Frontiers-Programm.
Laut NASA kosten die Missionen des Flagship-Programms jeweils zwischen zwei und drei Milliarden Dollar. Ziele dieser Missionen könnten die Erforschung der Wolken und der Oberfläche der Venus, der Atmosphäre und der Oberfläche des Saturnmondes Titan, der Oberfläche des Jupitermondes Europa, der tiefen Atmosphäre von Neptun, der Oberfläche seines Mondes Triton sowie der Oberfläche eines Kometen (beispielsweise in Form von kryotechnisch konservierten Proben) zählen.

## Geschichte
Bisherige Missionen des Flagship-Programms waren das Mars Science Laboratory, die Saturnsonde Cassini, der Jupiterorbiter Galileo und die Voyagersonden. Die Voyagersonden markierten den Übergang von den ursprünglichen NASA-Missionsprogrammen, welche zentral als mit spezifischen Zielen konzipiert und finanziert worden waren, zum modernen Missionenskonzept, . Zum alten Missionskonzept zähtlen z. B. die Marinersonden, die Viking-Lander, die Pioneersonden, die Surveyor-Missionen, sowie die Rangersonden.
Anfang der 1990er traf die NASA die Entscheidung, die zentrale Planung von Missionen durch einen Wettbewerb verschiedener Missionsideen zu ersetzen. Dieser Wettbewerb wurde in Budgetkategorien eingeteilt, namentlich das Discovery-, New-Frontiers- sowie das Flagship-Programm. Während bei den Discovery- und New Frontiers-Missionen eigenständige Teams gegeneinander antreten, werden die Flagship-Missionen noch stark von der NASA-Verwaltung beeinflusst. Außerdem werden Discovery- und New-Frontiers-Missionen häufig genug durchgeführt, dass ein standardisierter Prozess entstanden ist, während die Flagship-Programme jeweils individuell organisiert und entwickelt wurden.
Der 2011 veröffentlichte Planetary Science Decadal Survey Report empfahl der NASA, als höchste Priorität einen probensammelnden Marsrover zu entwickeln, den Mars Astrobiology Explorer-Cacher (MAX-C), den amerikanischen Beitrag zum ExoMars Programm mit der European Space Agency (ESA). Außerdem sollte die Mission eine Vorstufe zur vorgeschlagenen Mars-Sample-Return-Mission sein. Als zweitwichtigste Mission wurde die Jupiter Europa Orbiter-Mission ausgewählt, welche als Teil der NASA-ESA Europa Jupiter System Mission den Jupitermond Europa unter astrobiologischen Gesichtspunkten untersuchen soll.

## Aktueller Status
Unter dem am 12. Februar 2012 herausgegebenen Budgetentwurf von Präsident Obama hat die NASA ihre Beteiligung an ExoMars wegen Budgetkürzungen beendet, um die erhöhten Kosten des James Webb Space Telescope auszugleichen. Außerdem wurden alle vorgeschlagenen Flagship-Missionen für unbestimmte Zeit auf Eis gelegt.
Im Dezember 2012 wurden Pläne für einen weiteren ambitionierten Marsrover bekannt gegeben. Der auf der Technologie von Curiosity basierende Mars 2020 Rover startete am 30. Juni 2020, landete am 18. Februar 2021 auf dem Mars und sammelt seit dem 1. September 2021 Bodenproben für eine folgende Mars-Sample-Return-Mission.
Am 14. Oktober 2024 startete der Orbiter der Mission Europa Clipper, der 49 Vorbeiflüge am Jupitermond Europa in einer Höhe von 25 bis 2.700 Kilometer durchführen soll. Die Ankunft am Jupiter wird 2030 erwartet. Die Mission soll bis 2034 andauern.
Im August 2015 beauftragte die NASA das Jet Propulsion Laboratory damit, einen Orbiter für Uranus und Neptun zu entwerfen. Dieser könnte um 2030 starten.